# Samuel Izydor Suchodolski
Samuel Izydor Suchodolski herbu Jastrzębiec Odmienny (zm. w 1673/1674 roku) – chorąży mścisławski w latach 1668-1673, stolnik mścisławski w latach 1661-1668, dworzanin pokojowy i strukczaszy Jego Królewskiej Mości.
Poseł sejmiku mścisławskiego na sejm zwyczajny 1654 roku, sejm 1667 roku.
Był elektorem Michała Korybuta Wiśniowieckiego z województwa mścisławskiego w 1669 roku, podpisał jego pacta conventa.